# Aporosa sylvestri
Aporosa sylvestri är en emblikaväxtart som beskrevs av Airy Shaw. Aporosa sylvestri ingår i släktet Aporosa och familjen emblikaväxter. Inga underarter finns listade i Catalogue of Life.